# Cecil Rhodes
Cecil John Rhodes, (n. 5 iulie 1853 – d. 26 martie 1902) a fost un om de afaceri, magnat al mineritului și politician din Africa de Sud, născut și educat în Anglia. 
Rhodes a fost fondatorul companiei de minerit și de extracție a diamantelor De Beers, care controlează astăzi 40% din piața mondială a diamantelor brute, și care în trecut controlase aproximativ 90% din toate diamantele extrase în lume. . 
Rhodes a fost un fervent susținător și practician al colonialismului, fiind și fondatorul statului Rhodesia, care a fost numit după numele său de familie. Rhodesia, despărțită ulterior în Rhodesia de Nord și Rhodesia de Sud, s-a transformat ulterior în două state separate, Zambia, respectiv Zimbabwe de astăzi. Cecil Rhodes este de asemenea cunoscut pentru bursa școlară omonimă numelui său.